# Moderhjertet
Moderhjertet (originaltitel: Kris) er en svensk dramafilm fra 1946 instrueret af Ingmar Bergman. Filmen var Bergmans første spillefilm som instruktør, og han skrev også manuskriptet, som er løst baseret på skuespillet Moderhjertet af Leck Fischer.

## Handling
En klaverlærer fra en lille by er chokeret over ankomsten af sin plejedatters rigtige mor, hvis unge elsker snart følger efter og forårsager yderligere konflikter.

## Medvirkede
- Inga Landgré som Nelly
- Karl Erik Flens som Nellys balkavaler
- Stig Olin som Jack
- Marianne Löfgren som Jenny
- Dagny Lind som Ingeborg Johnson
- Allan Bohlin som Ulf
- Ernst Eklund som Edvard
- Signe Wirff som Jessie
- Svea Holst som Malin
- Arne Lindblad som borgmester
- Julia Cæsar som borgmesterens kone
- Anna-Lisa Baude som kunde i skønhedssalon